# Tufnell Park (metropolitana di Londra)
Tufnell Park è una stazione della metropolitana di Londra, ubicata lungo la diramazione di High Barnet/Mill Hill East della linea Northern.

## Storia

### La stazione della CCE&HR
La stazione di Tufnell Park è stata aperta al servizio il 22 giugno 1907 dalla Charing Cross, Euston & Hampstead Railway (CCE&HR).
Il progetto della fermata è dell'architetto Leslie Green, e presenta una stazione con le coperture in maiolica. Si trova vicino a dove era ubicata la stazione ferroviaria di Junction Road, aperta dal 1872 al 1943 sulla linea Tottenham & Hampstead Junction Railway.

### Anni duemila
La stazione è stata ristrutturata nel 2004 dalla Tube Lines Ltd e in tale occasione sono stati rinnovati i sistemi di comunicazione, le coperture delle pareti e i soffitti. In seguito sono stati installati i tornelli. Nella stazione è presente un grosso ventilatore industriale per il raffreddamento dei tunel ferroviari, collegato al progetto della London Underground Cooling the Tube. Nel 2016 sono stati sostituiti gli ascensori

## Strutture e impianti
La stazione è dotata di due ascensori che collegano i binari alla strada, al posto delle scale mobili. Il binario sud si trova a una quota inferiore rispetto a quello nord.
Tufnell Park è compresa nella seconda zona tariffaria del metrò londinese.

## Interscambi
Nelle vicinanze della stazione effettuano fermata alcune linee urbane automobilistiche, gestite da London Buses.
- Fermata autobus

## Galleria d'immagini

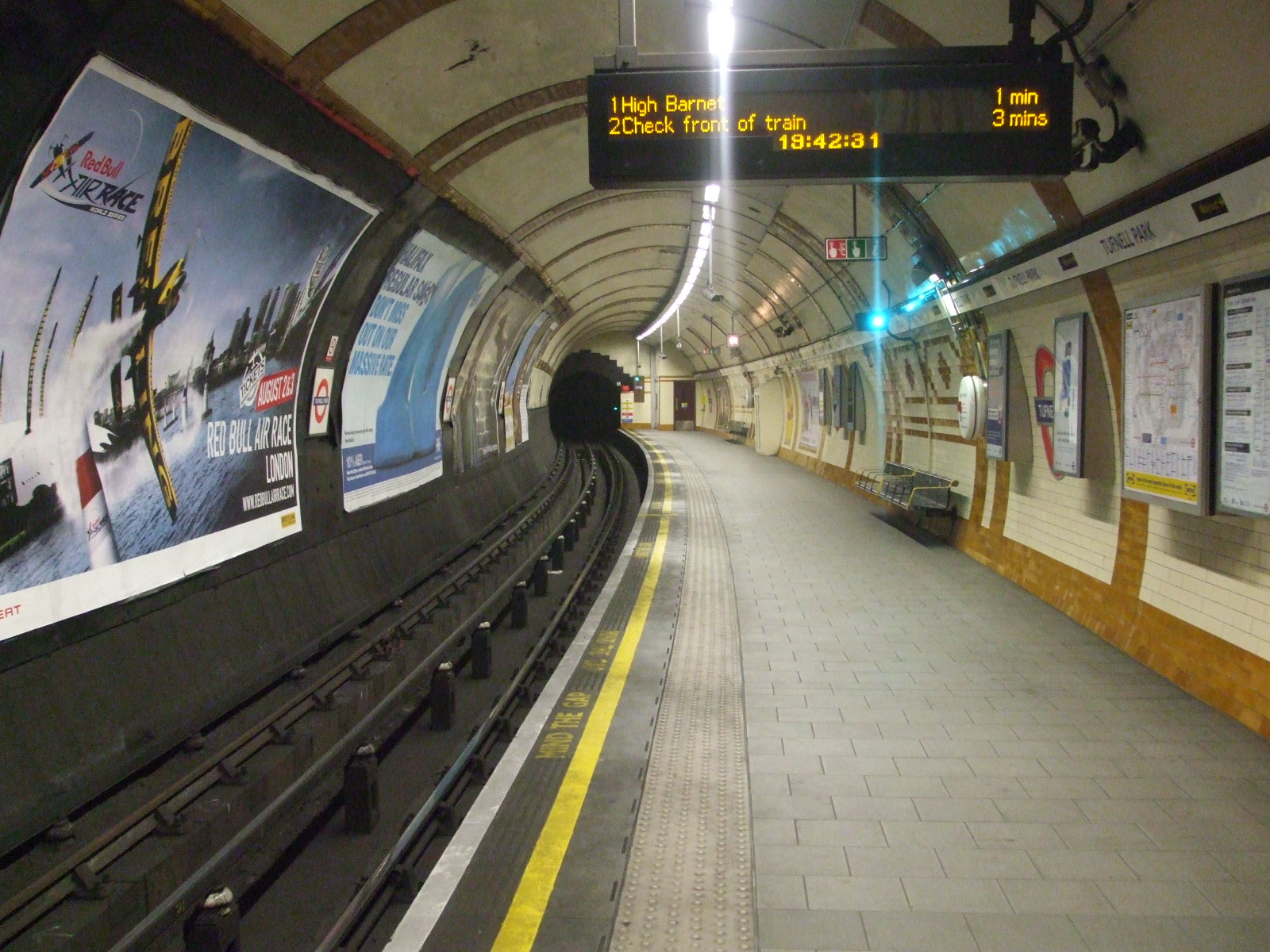
Binario nord.
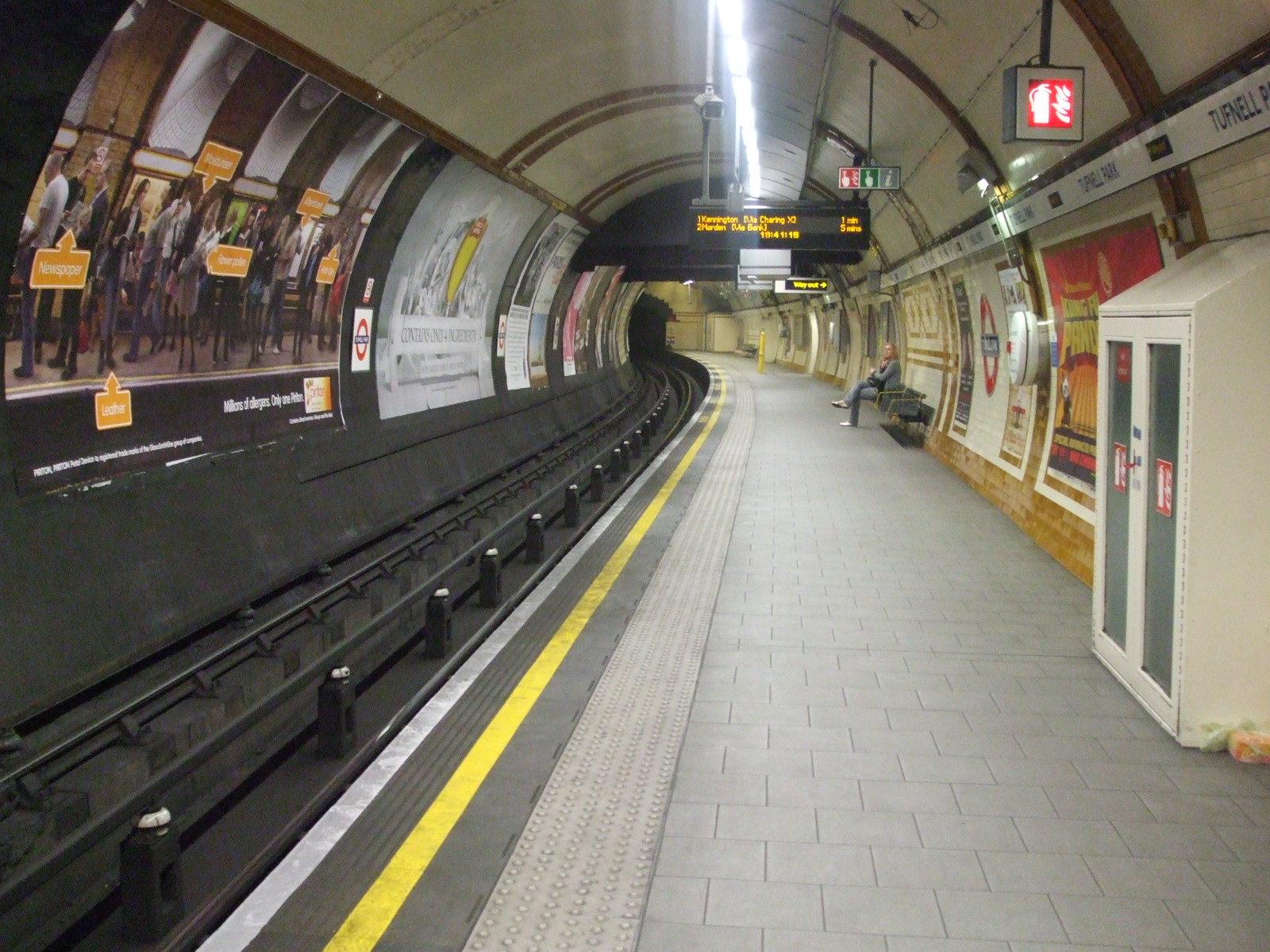
Binario sud.
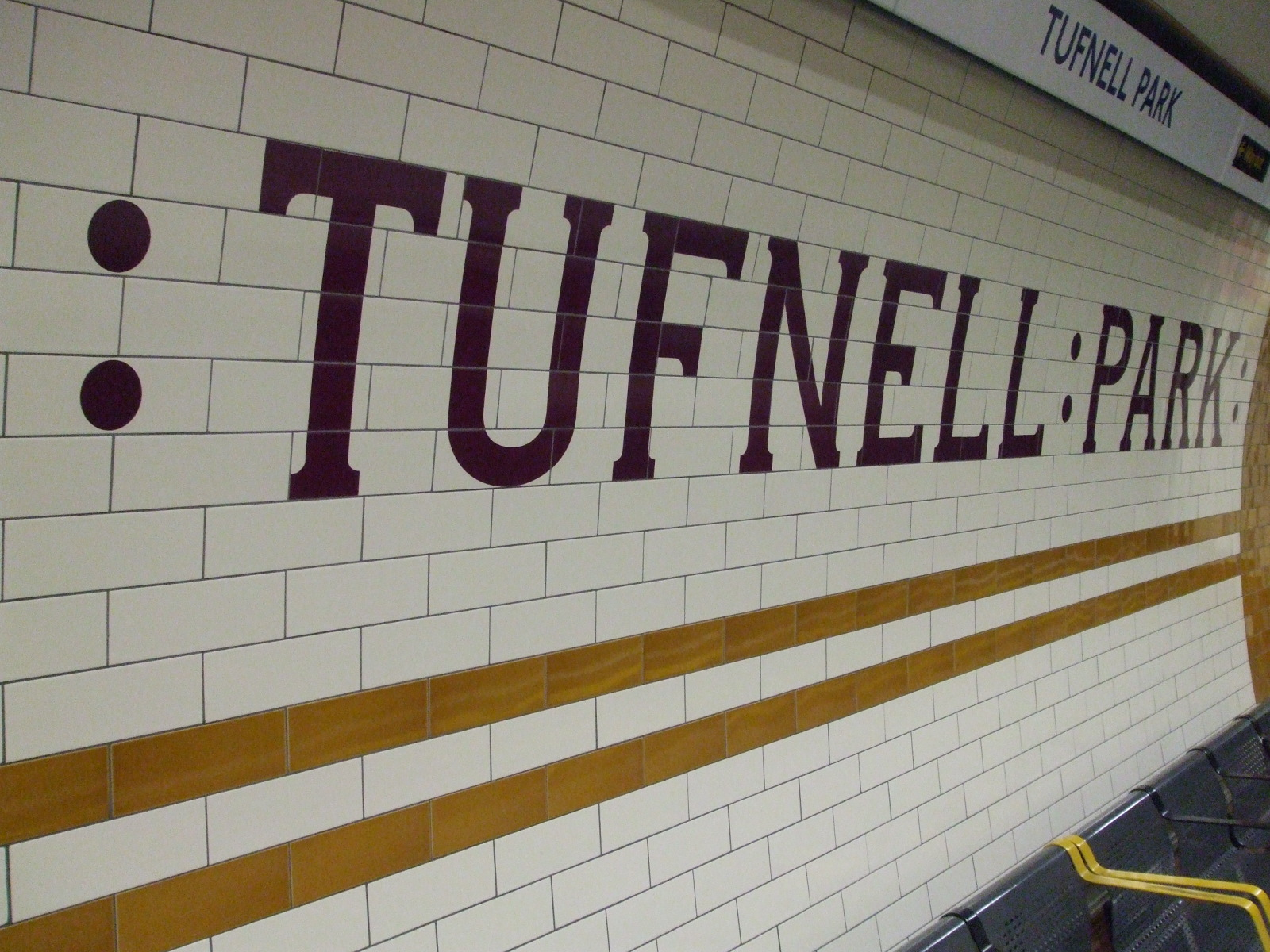
Nome della stazione sulle piastrelle della parete.
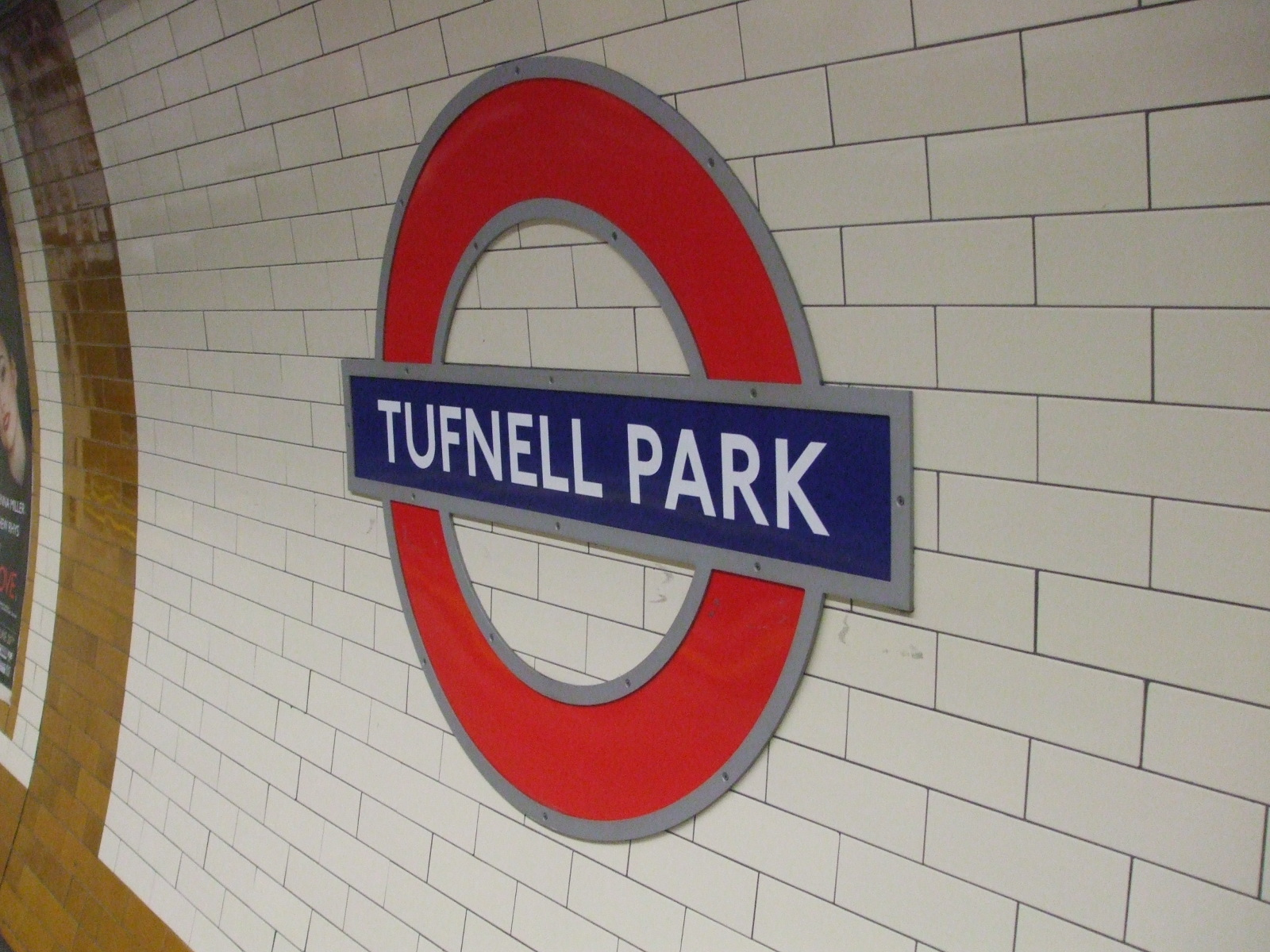
Nome della stazione sul binario sud.